# Notomys longicaudatus
El ratón saltador de cola larga (Notomys longicaudatus) es una especie extinta de roedor de la familia Muridae, particular de Australia. Se le conoce a partir de un puñado de especímenes, el último de los cuales fue recolectado en 1901  o tal vez 1902. Presumiblemente su extinción tuvo lugar algunas décadas después  (quizá varias, en vista de un fragmento de cráneo encontrado en una egagrópila de búho en 1977). A pesar de que se ignoran las causas precisas de aquella, es probable que confluyeran factores múltiples, incluidos la depredación y la alteración del hábitat. Se sabe poco de la biología del animal, salvo que cavaba madrigueras en suelos arcillosos duros.  Representaba para los humanos una "plaga" menor comparado con otras especies de ratones saltadores, si bien consumía pasas de las reservas de los colonos. Notomys longicaudatus era predominantemente de color gris, con ojos grandes y pequeñas orejas rosadas, y una cola larga y tupida también rósea, aproximadamente cinco centímetros más larga que su propio cuerpo. Fue descrito por primera vez por John Gould, basándose en especímenes enviados desde Australia.

## Taxonomía
Los especímenes fueron colectados en 1843 por John Gilbert, en el marco de su expedición científica por Australia. Gilbert envió cinco ejemplares que obtuvo a John Gould, quien publicó la descripción de la especie bajo el nombre de Notomys longicaudatus. El primer espécimen fue descubierto cerca de Alice Springs.

## Descripción
El adulto promedio medía alrededor de 10 a 11 pulgadas (25.4 a 27.94 centímetros), según la evaluación oficial efectuada por Gould. El cuerpo sin la cola tenía una longitud aproximada de 4 pulgadas (10.16 centímetros), en tanto que la cola sin el cuerpo promediaba cerca de 6 a 7 pulgadas (15.24 a 17.78 centímetros) de largo. El ratón tenía un pelaje grisáceo con orejas rosadas, grandes ojos negros y una cola larga rosácea con mechones de pelo. A diferencia de sus parientes, como el ratón saltador de cola corta (Notomys amplus), el ratón saltador grande (Notomys robustus) y el ratón saltador de Mitchell (Notomys mitchellii), Notomys longicaudatus era pequeño comparado con su alargada cola (de ahí su nombre).

## Dieta
La dieta del ratón saltador de cola larga consistía en frutas, granos y plantas. De acuerdo con John Gould, Notomys longicaudatus tenía gusto por las pasas, pero no se lo consideraba una "plaga" como a sus parientes. Los ratones saltadores de cola larga permanecerían cerca de granjas y tiendas de comestibles debido a la disminución de alimentos que estaba ocasionando el rápido crecimiento poblacional.

## Distribución y hábitat
El ratón saltador de cola larga habitaba el interior de Australia. Su distribución se extendía por el Territorio del Norte, Australia del Sur, Nueva Gales del Sur y Australia Occidental. Prefería zonas secas y húmedas donde hubiera vegetación. Notomys longicaudatus cavaba madrigueras en el suelo arcilloso y usaba el exceso de tierra para construir "capas" por encima de aquel, ello a fin de para recolectar rocío y humedad por la mañana y así disponer de una fuente de agua.

## Declive y extinción
No fue sino hasta la década de 1890 que se consideró a Notomys longicaudatus en peligro de extinción. El último informe conocido de un ratón vivo tuvo lugar en 1901, tratándose de un individuo en cautiverio que posteriormente murió en un laboratorio científico de Adelaida. Se plantea que la desaparición de la especie se debió al rápido aumento de la población en su hábitat, o a la depredación excesiva por parte de zorros, gatos ferales, tilacinos, halcones y búhos. Aunque se tiene por extinto al ratón saltador de cola larga desde 1901, se descubrió un esqueleto cerca de Kalgoorlie en 1944, así como un fragmento de cráneo en una egagrópila de búho en 1977. Pese a tales descubrimientos, no se considera que Notomys longicaudatus pudiera sobrevivir a día de hoy.